# Cứu tế Đỏ Quốc tế
Đừng nhầm lẫn với tổ chức Cứu trợ Quốc tế Công nhân (còn gọi là Mezhrabpom), được thành lập bởi Đệ Tam Quốc tế vào năm 1921 để chuyển viện trợ quốc tế cho Nga Xô viết trong thời kỳ nạn đói.
Cứu tế Đỏ Quốc tế (tiếng Anh: International Red Aid, tiếng Nga: Международная организация помощи борцам революции - gọi tắt MOPR) là một tổ chức dịch vụ xã hội quốc tế được thành lập bởi Quốc tế Cộng sản. Tổ chức này được thành lập vào năm 1922 để hoạt động như một "Hội Chữ thập đỏ chính trị quốc tế", cung cấp viện trợ vật chất và đạo đức cho các tù nhân chính trị tham gia "chiến tranh giai cấp" cấp tiến trên toàn thế giới.

## Lịch sử tổ chức

### Sự hình thành
Cứu tế Đỏ Quốc tế (tên gốc: Hội Cứu trợ Công nhân Quốc tế), thường được biết đến bởi từ viết tắt tiếng Nga, MOPR, được thành lập năm 1922 để đáp lại chỉ thị của Đại hội Thế giới lần thứ tư của Quốc tế Cộng sản kêu gọi tất cả các đảng cộng sản "hỗ trợ thành lập các tổ chức nhằm cung cấp vật chất và viện trợ đạo đức cho tất cả những người bị cầm tù dưới chế độ chủ nghĩa tư bản." 
Julian Marchlewski-Karski được bầu làm Chủ tịch Ủy ban Trung ương, cơ quan chủ quản của MOPR. Sau năm 1924, tên của cơ quan chỉ đạo này được đổi thành Ban chấp hành.
Phiên họp toàn thể đầu tiên của Ủy ban Trung ương MOPR được tổ chức vào tháng 6 năm 1923 tại Moscow. Trong phiên họp này, Hội đã thống nhất rằng MOPR sẽ thành lập chi hội ở tất cả các quốc gia, đặc biệt là những nước đang xảy ra những cuộc "khủng bố trắng" chống lại phong trào cách mạng.

### Phát triển
Hội nghị quốc tế đầu tiên của MOPR diễn ra vào tháng 7 năm 1924, cùng thời điểm với Đại hội Thế giới lần thứ năm của Quốc tế Cộng sản.
Theo Elena Stasova, người đứng đầu chi bộ MOPR tại Nga và Phó Chủ tịch Ủy ban Trung ương của MOPR, tính đến ngày 1 tháng 1 năm 1928, MOPR có tổng số thành viên là 8.900.000 người tại 44 quốc gia. Đến ngày 1 tháng 1 năm 1931, phạm vi của MOPR đã tăng lên 58 quốc gia, với tổng số thành viên là 8.305.454, theo bà Stasova. Vào thời điểm đó (1931), bà Stasova cho biết, Hội MOPR đã duy trì tổng cộng 56 ấn phẩm định kỳ bằng 19 ngôn ngữ.

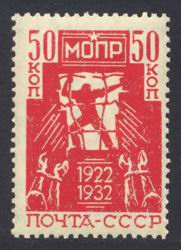
Tem thư tuyên truyền của hội Quốc tế Cứu tế Đỏ in tại Liên Xô năm 1932

Stasova lưu ý rằng hai hình thức của tổ chức MOPR đã cùng tồn tại hoạt động, một là "các tổ chức quần chúng" - chẳng hạn như ở Liên Xô, Đức, Pháp, Hoa Kỳ - và "các tổ chức thuộc loại ủy ban" - chỉ tập trung về viện trợ pháp lý và vật chất cho các tù nhân chính trị và gia đình của họ mà không cố gắng thành lập các tổ chức thành viên quy mô lớn.
Bà Stasova nhấn mạnh sự khác biệt giữa MOPR và Hội Cứu trợ Quốc tế Công nhân (Mezhrabpom), một nhánh khác của hệ thống tổ chức quốc tế của Quốc tế Cộng sản. Năm 1931, bà nhận xét: "Sự khác biệt là chúng tôi (MOPR) chuyên hỗ trợ các tù nhân chính trị, còn Hội Cứu trợ Quốc tế Công nhân (Mezhrabpom) hỗ trợ các cuộc đình công và đấu tranh kinh tế của công nhân."
Đại hội Hội Quốc tế Cứu tế Đỏ Thế giới lần thứ 1 được tổ chức vào tháng 11 năm 1932. Tại đại hội này, MOPR thông báo rằng, tính đến ngày 1 tháng 1 năm 1932, MOPR đã thành lập 67 chi bộ quốc gia bên ngoài Liên Xô, với 1.278.274 thành viên.

### Giải thể
MOPR được lãnh đạo bởi Elena Stasova cho đến năm 1938. Sau thời gian đó, hoạt động quốc tế của hội không còn được chú trọng.

## Lịch sử hoạt động tại các quốc gia
Tính đến năm 1924, tổ chức này đã có các chi nhánh quốc gia tại 19 quốc gia. Đến năm 1932, họ tuyên bố đã thành lập 62 chi nhánh (không kể Liên Xô) với tổng số 1.278.274 thành viên cá nhân.

### Tây Ban Nha
Hội Quốc tế Cứu tế Đỏ xuất hiện lần đầu tiên ở Tây Ban Nha với tư cách là một tổ chức từ thiện trong cuộc nổi dậy của công nhân vào tháng 10 năm 1934 tại Asturias. Hội đã cung cấp viện trợ cho những người bị cầm tù vì tham gia cuộc nổi loạn và tổ chức các chiến dịch ân xá cho các tù nhân sắp bị hành hình.
Tổ chức này, bao gồm nhiều nghệ sĩ và nhà văn, sau đó được tái lập và mở rộng tại Barcelona vào tháng 1 năm 1936, với mục đích chống lại chủ nghĩa phát xít trên nhiều mặt trận.

#### Các hoạt động trong cuộc nội chiến Tây Ban Nha
Trong cuộc nội chiến Tây Ban Nha, nhà văn Joaquín Arderíus từng là chủ tịch của tổ chức trước khi đày mình sang Pháp và sau đó là Mexico. Hội Cứu tế Đỏ Tây Ban Nha (SRI) đã thành lập các bếp ăn từ thiện và trại tị nạn trên vùng lãnh thổ do đảng Cộng hòa kiểm soát, đồng thời cung cấp thư viện cho binh lính Cộng hòa. Nhưng đa số chương trình của họ, cũng như thức ăn và viện trợ mà họ thu thập được, tập trung vào việc viện trợ cho trẻ em. Ví dụ, SRI đã thành lập Escuela Nacional para Niños Anormales (Trường quốc gia dành cho trẻ em chậm phát triển) ở Madrid, với 150 học sinh. Nó cũng thành lập Công viên dành cho trẻ em ở ngoại ô Madrid, cung cấp nơi trú ẩn cho thêm 150 trẻ em.
Các hoạt động khác bao gồm:
- Việc xây dựng mạng lưới giao thông giữa bệnh viện và tiền tuyến.
- Việc chuyển đổi các tòa nhà khác nhau (tu viện, nhà thờ, nơi ở tu sĩ) thành bệnh viện tạm thời, phòng khám, ngân hàng máu, trại trẻ mồ côi và trường học.

Đóng góp y tế của Hội Cứu tế Đỏ Tây Ban Nha bao gồm việc thành lập 275 bệnh viện, dịch vụ xe cứu thương, thành lập Phòng khám và trường Cao đẳng chỉnh nha, các chiến dịch vệ sinh răng miệng và huy động các nha sĩ ra mặt trận. Đảng Công nhân Thống nhất Marxist (POUM), một đảng Marxist nhỏ ở Tây Ban Nha, đã thành lập một tổ chức Socorro Rojo del POUM song song để phản đối Hội Quốc tế Cứu tế Đỏ.

#### Hoạt động quân sự
Các cấp bậc của Trung đoàn Năm (giải thể ngày 21 tháng 1 năm 1937), được thành lập bởi Đảng Cộng sản Tây Ban Nha khi bùng nổ Nội chiến, cũng được bổ sung bởi sự tham gia của các thành viên Hội Cứu tế Tây Ban Nha (SRI). Trung đoàn Năm, dựa trên Hồng quân Liên Xô, đã tuyển mộ Juan Modesto và Enrique Líster vào hàng ngũ lãnh đạo của Trung đoàn, và chiến đấu chủ yếu trong các trận chiến nội và ngoại thành Madrid trong suốt năm 1936. SRI cũng giúp các cảm tình viên Cộng sản ở phía Quốc gia Tây Ban Nha đến vùng an toàn.
Huy hiệu của SRI bao gồm một chữ "S" (cho chữ Socorro, nghĩa là "cứu trợ") đằng sau song sắt của một nhà tù.

### Liên Xô
Chi nhánh lớn nhất của Hội Quốc tế Cứu tế Đỏ MOPR nằm tại Liên Xô, bao gồm phần lớn thành viên quốc tế của tổ chức. MOPR đã tổ chức nhiều đợt xổ số và hoạt động gây quỹ.

### Hà Lan
Chi nhánh Cứu tế Đỏ của Hà Lan đã tổ chức đại hội đầu tiên vào năm 1926. Cùng năm hội cũng bắt đầu xuất bản tạp chí Rode Hulp (trong tiếng Hà Lan có nghĩa "Cứu tế Đỏ" - Red Aid).

### Phần Lan
Chi nhánh Cứu tế Đỏ Phần Lan hoạt động trong những năm 1930, được dẫn dắt và lãnh đạo bởi Đảng Cộng sản Phần Lan. Hội đã giúp đỡ các tù nhân cách mạng trong nhà tù Phần Lan. Phụ nữ tham gia Cứu tế Đỏ sẽ làm các sản phẩm thủ công và họp chợ bán, để tài trợ cho các hoạt động của tổ chức. Tổ chức này cũng đã cố gắng vận động dư luận chống lại sự đối xử tệ bạc đối với các tù nhân. Chi hội Cứu tế Đỏ Phần Lan đã xuất bản Vankien Toveri (tiếng Phần Lan có nghĩa là "Đồng chí tù nhân".)

### Khu vực Mỹ La-tinh
Đến cuối thập niên 1920, Farabundo Martí trở thành lãnh đạo của tổ chức Cứu tế Đỏ ở Mỹ Latinh. Julio Antonio Mella, nhà lãnh đạo cộng sản Cuba bị lưu đày ở Mexico từ năm 1926, là một nhân vật hàng đầu của chi nhánh tại Mexico.

### Hàn Quốc
Yi Donghwi là nhà tổ chức phong trào của MOPR nổi bật ở Hàn Quốc.

### Madagascar
Một chi nhánh của Hội Quốc tế Cứu tế Đỏ MOPR được thành lập ở Madagascar năm 1933.

### Việt Nam
Nǎm 1927, trong tác phẩm Đường cách mạng (Đường kách mệnh), Nguyễn Ái Quốc đã giới thiệu Hội Cứu tế Đỏ Quốc tế và nêu lên sự cần thiết phải thành lập một chi nhánh Cứu tế đỏ ở Đông Dương. Ngay sau khi Đảng Cộng sản Việt Nam được thành lập (1930), Hội nghị Trung ương Đảng tháng 10 năm 1930 đã quyết định thành lập Hội Cứu tế đỏ Đông Dương, một chi bộ của Cứu tế Đỏ Quốc tế. 
Chi hội Cứu tế Đỏ đã sắp xếp thuê luật sư Francis Henry Loseby và các hoạt động tuyên truyền để cứu Nguyễn Ái Quốc khỏi nhà tù Hồng Kông trong vụ án Tống Văn Sơ trong giai đoạn 1931-1933.
Tại Đại hội đại biểu lần thứ nhất tháng 3 năm 1932, Đảng Cộng sản Đông Dương ra Nghị quyết Cứu tế Đông Dương vận động. Trích từ văn kiện nghị quyết: "Hội Cứu tế đỏ Đông Dương, phân bộ của Quốc tế Cứu tế đỏ, trên mặt trận giai cấp tranh đấu chung của vô sản, nông dân, của tất cả lao động, lấy nhiệm vụ chống khủng bố trắng làm nhiệm vụ căn bản, chuyên lo giúp đỡ về tinh thần, về vật chất của những người cách mạng và gia đình họ, những đoàn thể bị đế quốc đàn áp, không phải riêng cho người cộng sản mà chung cho hết thảy những đảng phái, những cá nhân phản đối đế quốc vừa trong xứ vừa trong trường quốc tế."